# Аристарх (Мавракис)
Епископ Аристарх (греч. Επίσκοπος Αρίσταρχος, в миру Антониос Мавракис, греч. Αντώνιος Μαυράκης; 1 сентября 1932, Александрия — 9 августа 2002, Лондон) — архиерей Константинопольской православной церкви, епископ Зинупольский (1972—2002), викарий Фиатирской архиепископии.

## Биография
25 декабря 1950 года в Александрии епископом Мареотидским Амвросием (Сфакианосом) был хиротонисан во диакона.
В 1955 году окончил Халкинскую богословскую школу.
18 марта 1956 года архиепископ Фиатирский и Великобританский Афинагор (Кавадас) совершил его хиротонию во пресвитера. С 1956 по 1960 год он служил в греческом приходе в Манчестере. В 1958 году был возведён в достоинство архимандрита.
Впоследствии окончил университет Аристотеля в Салониках и получил степень доктора философии в Даремском университете.
12 января 1969 года хиротонисан в титулярного епископа Мареотидского, викарием Папы и патриарха Александрийского и всей Африки.
1 февраля 1972 года перешёл в клир Константинопольского патриархата с титулом епископа Зинопольского и назначен викарием Австралийской архиепископии.
В 1980 году переехал в Лондон, в связи с чем в 1981 году назначен викарием Фиатирской и Великобританской архиепископии.
Организовал клуб египетских греков, живших в Лондоне. Являлся редактором журнала «Μαθητική Εστία».
В июле 1996 года был одним из трёх кандидатов на пост архиепископа Американского, но выбор пал на митрополита Италийского Спиридона (Папагеоргиу).
Скончался 9 августа 2002 года.